# Hotel Viking (Newport, Rhode Island)
El Hotel Viking, o The Hotel Viking, en Newport, Rhode Island, es un hotel histórico.
Fue inaugurado en 1926. Los inversores incluyeron a los empresarios locales Harry Titus, James O'Connell y otros, además de veraneantes en el área como William H. Vanderbilt, quien formó "The American Hotels Corporation" para emitir acciones públicas y supervisar la construcción durante. Fue renovado a mediados de la década de 1900 (incluso para agregar una piscina al aire libre), a mediados de la década de 1990 (incluso para agregar un centro de conferencias), en 2007 (para restaurar sus habitaciones al "esplendor de la Edad Dorada") y nuevamente en 2016.
Es miembro de los Hoteles Históricos de América.
Es un edificio de estilo colonial de cinco pisos con, en 2020, 208 habitaciones o suites. La instalación incluye un restaurante de alta cocina, un salón, un bar y cocina de temporada y servicio regular de té por la tarde en su Garden Room.
La revista North Shore dijo en 2021 que el hotel tiene alas históricas y modernas, y "se ve muy bien para su edad".
Está ubicado en Bellevue Street, una gran parte de la cual está incluida en el distrito histórico de Bellevue Avenue, que figura en el Registro Nacional de Lugares Históricos. El distrito histórico de la avenida Bellevue se incluyó en el Registro Nacional de Lugares Históricos en 1972 y se designó además como Distrito Histórico Nacional de EE. UU. en 1976. El distrito incluye The Breakers, que es una mansión de la familia Vanderbilt, y muchas otras propiedades de la época de la Edad Dorada, pero no el Hotel Viking.